# Дзержинский район (Москва)

Территориальные изменения Москвы, с 1922 года по 1995 год.

Дзержинский район — бывший район в городе Москве.

## История
Район создан в 1930 году. и назван в честь польского революционера Ф. Э. Дзержинского. Земля была застроена в конце XIX века и в начале XX века.
Исторические места района связаны с В. И. Лениным и революционерами. Так по адресу проспект Мира, дом № 10 находился профсоюз рабочих-чаеразвесочников, о чём свидетельствует мемориальная табличка. ВРК Городского района, РК РСДРП(б), райсовет и штаб Красной гвардии находились на 1-й Мещанской улице и на Сухаревской площади в октябре 1917 года. 7 ноября 1918 года в клубе ВЧК на улице Большая Лубянка, дом № 13, на митинге выступил Ленин, об этом свидетельствует мемориальная табличка. Во время Великой Отечественной войны в Дзержинском районе была сформирована 6-я дивизия народного ополчения. На проспекте Мира, дом № 14а, организован Народный музей истории Дзержинского района. В 1969 году разделен на несколько районов, в частности отделен Бабушкинский район
.
В 1977 году границы района были расширены. В 1978 году площадь жилого фонда составила 1897,4 тысяч квадратных метров, на территории района функционировало 41 производство, из которых заводы: «Водоприбор», «Калибр», качественных сплавов; типографии: «Московская типография Гознака», № 2; 43 научно исследовательских института, из них институт скорой помощи и областные клинические; проектные организации, 3 вуза: архитектурный, финансовый, Театральное училище имени М. С. Щепкина; 30 школ, 66 дошкольных организаций, 4 кинотеатра, в том числе «Космос»; 8 ДК, 42 библиотеки, 6 больниц, 37 поликлиник, 100 продуктовых и 86 товарных магазинов и два универмага, 300 точек общепита. Имелись и культурно-просветительские организации: Театр Советской Армии, ЦДСА, Центральный музей Вооружённых Сил СССР, Дом-музей В. М. Васнецова, Дом-музей С. П. Королёва, Телецентр в Останкине, Уголок имени Дурова и другие. Гостиницы: «Берлин», «Золотой Колос», «Космос».
После 1991 года район разделён. Долгое время район возглавляла Хрущёва Варвара Григорьевна. Ветеран Великой Отечественной войны. Которая прожила всё жизнь прожила в Дзержинском районе на ул. Бориса Галушкина, д. 17 (легендарный "Красный дом" в Алексеевском районе г. Москвы) и умерла 12.09.1993 г. в ГКБ № 40 на ул. Касаткина. В.Г. Хрущёва начинала свою трудовую деятельность в Дзержинском РК КПСС г. Москвы и по ступенькам стала Секретарём Дзержинского РП КПСС (Префектом) и возглавляла его более десяти лет.    

## Описание
Здание Районного исполнительного комитета и РК КПСС находилось по почтовому адресу: проспект Мира, дом № 48. Район был назван в честь революционера Ф. Э. Дзержинского.
С 1977 года территория района находится от площади Дзержинского до ВДНХ СССР и прилегает к двум сторонам Садового кольца.
Вся площадь 1 280 гектаров. Из них площадь лесного массива составляет 383 гектара, в котором находятся:
- парк ЦДСА;
- Ботанический сад;
- водоёмы с площадью 8,5 гектар, в числе их пруды в парке ЦДСА и Останкинский пруд[1].

Население района было около 165 000 человек. Главная дорога — проспект Мира.